# Juan Carlos Domingo Guerra
Juan Carlos Domingo Guerra   (Santiago de Compostel·la, 1950) és un militar espanyol, que ha estat Comandant general de Balears.
Va ingressar a l'Acadèmia General Militar de Saragossa en 1970. En 1987 es va incorporar a l'Escola d'Estat Major de l'Exèrcit, on es va diplomar en 1989 amb la qualificació de 'excel·lent'. Ha format part de la Secció d'Estratègia i de la Secció de Plans i Organització de l'Estat Major de l'Exèrcit i ha estat comandant del Regiment d'Infanteria Mecanitzada Saboya núm. 6, alhora que participava en la creació de la Força d'Acció Ràpida (FAR).
Des de 1992, ha participat en missions internacionals, amb la seva unitat Saboya 6 fou destinat a la UNPROFOR a Sarajevo. En 2004 es va fer càrrec de la Brigada Multinacional Sud-Oest de Mostar. Després fou vicesecretari tècnic del Ministeri de Defensa d'Espanya i en juliol de 2008 fou nomenat Comandant general de Balears. En desembre de 2009 deixà la comandància quan fou nomenat cap de les Forces Pesants amb seu a Burgos.

## Obres
- Lo que callan los militares, Navalmil, 2015, ISBN 9788494084515
- Militares article de Juan Carlos Domingo a El País
- El tercer mundo y las Fuerzas Armadas A: Arbor: Ciencia, pensamiento y cultura, ISSN 0210-1963, Nº 651, 2000 (Ejemplar dedicado a: Panorama general de las Fuerzas Armadas), págs. 415-444]